# Rowo Indah
Rowo Indah is een bestuurslaag in het regentschap Jember van de provincie Oost-Java, Indonesië. Rowo Indah telt 4903 inwoners (volkstelling 2010).